# Most Milenijny
Most Milenijny (Tysiąclecia) – drogowy most wantowy (podwieszany) nad Odrą we Wrocławiu, łączący osiedla Popowice i Osobowice, jest częścią obwodnicy śródmiejskiej Wrocławia.  Stanowi też fragment drogi krajowej nr 5 oraz trasy europejskiej E261. Oddany do użytku 29 października 2004 r. Projektantem mostu jest Piotr Wanecki, a projektantem wiodącym Marek Jagiełło. 
Inne dane techniczne:
- długość całkowita z wiaduktami – 923,5 m
- długość właściwej części mostu nad rzeką – 289 m
- długość przęsła nurtowego, w tym przypadku przęsła o największej rozpiętości - 153,0 m
- wysokość pylonów – 50 m
- szerokość – 25,12 m
- masa – ok. 103 Gg (103 tys. ton)
- wykonawca – Skanska SA.

Przez most prowadzą dwie dwupasmowe jezdnie oraz po obu stronach chodniki i drogi rowerowe. Most kosztował 160 mln zł. Nie ma torów tramwajowych, z mostu korzystają autobusy miejskie.
W bezpośrednim sąsiedztwie mostu (nasyp na północnym brzegu, po stronie osiedla Osobowice) wyznaczono przebieg 17. południka długości geograficznej wschodniej.